# NGC 4840
NGC 4840 é uma galáxia elíptica (E1) localizada na direcção da constelação de Coma Berenices. Possui uma declinação de +27° 36' 38" e uma ascensão recta de 12 horas, 57 minutos e 32,8 segundos.
A galáxia NGC 4840 foi descoberta em 11 de Abril de 1785 por William Herschel.